# 24 Carat Purple
24 Carat Purple компилациски је албум британског хард рок састава Дип перпл, кога 1975. године објављује дискографска кућа, 'Purple Records'. Ово је њихов први албум објављен у сопственој издавачкој кући.

## Списак песама
Све песме су компоновали Ричи Блекмор, Ијан Гилан, Роџер Главер, Џон Лорд и Ијан Пејс
| #  | Песма                           | трајање | Композитор  | Албум                  |
| -- | ------------------------------- | ------- | ----------- | ---------------------- |
| 01 | „Woman From Tokyo“              | 5:49    | Deep Purple | Who Do We Think We Are |
| 02 | „Fireball“                      | 3:26    | Deep Purple | Fireball               |
| 03 | „Strange Kind of Woman“ (uživo) | 9:14    | Deep Purple | Made in Japan          |
| 04 | „Never Before“                  | 4:02    | Deep Purple | Machine Head           |
| 05 | „Black Night“ (uživo)           | 4:59    | Deep Purple | Made in Japan          |
| 06 | „Speed King“                    | 5:52    | Deep Purple | In Rock                |
| 07 | „Smoke on the Water“ (uživo)    | 7:29    | Deep Purple | Made in Japan          |
| 08 | „Child in Time“ (uživo)         | 12:19   | Deep Purple | Made in Japan          |

## Извођачи

### Дип перпл:
- Ијан Гилан - вокал
- Ричи Блекмор - гитара
- Џон Лорд - клавијатуре
- Роџер Главер - бас гитара
- Ијан Пејс - бубњеви

- Инжењер – Martin Birch

## Издања по државама
- Немачка , мај 1975, Purple Records 1c054-96424, (1LP)
- Немачка , мај 1975, Purple Records 1c234-96424, (1 музичка касета)
- Француска , мај 1975, Purple Records TPSM-2002, (1LP)
- Уједињено Краљевство , јули 1975, Purple Records TPSM-2002 (0c054-96424), (1LP)
- Сједињене Америчке Државе , јули? 1975, Warner Bros WS 4616, (1LP)
- Шведска , 1975, Purple Records TPSM-2002, (1LP)
- Шведска , 1975, Purple Records TC-TPSM-2002, (1 музичка касета)
- Холандија , 1975, Purple Records 5c058-96424, (1LP; плави винил)
- Француска , март 1969, Odeon PCS-7055, (1LP)
- Јапан , април 1969, Nippon Grammophon/Polydor SMP-1426, [1LP; different cover, gatefold]
- Италија , 1969, Parlophone 3c062-04175, (1LP)
- Сједињене Америчке Државе , 197-, Warner Bros WS-4516, (1LP)
- Немачка , 198-, Germany Purple/EMI Fame 1c038-1576031, (1LP)
- Уједињено Краљевство , 198-, EMI Fame CD-FA-3132 (CDM-7-52020-2), (1CD)
- Јапан , 199-, WEA Japan 18P2-3133, (1CD)
- Јапан , 1996, Warner Bros WPCR-870, (1CD; ремастеровано)
- Јапан , мај 1998, Warner (Cardboard Jacket Series) WPCR-1569, (1CD)